# The Power Broker
The Power Broker: Robert Moses and the Fall of New York est une biographie de l'urbaniste Robert Moses écrite par Robert Caro et publiée en 1974. Le livre est lauréat du Prix Pulitzer de la biographie ou de l'autobiographie en 1974.